# Cârlogani (gmina)
Cârlogani – gmina w Rumunii, w okręgu Aluta. Obejmuje miejscowości Beculești, Cârlogani, Cepari, Scorbura i Stupina. W 2011 roku liczyła 2329 mieszkańców.